# Mariac
Mariac é uma comuna francesa na região administrativa de Auvérnia-Ródano-Alpes, no departamento de Ardèche. Estende-se por uma área de 16,39 km². Em 2010 a comuna tinha 585 habitantes (densidade: 35,7 hab./km²).